# セカンドラベル

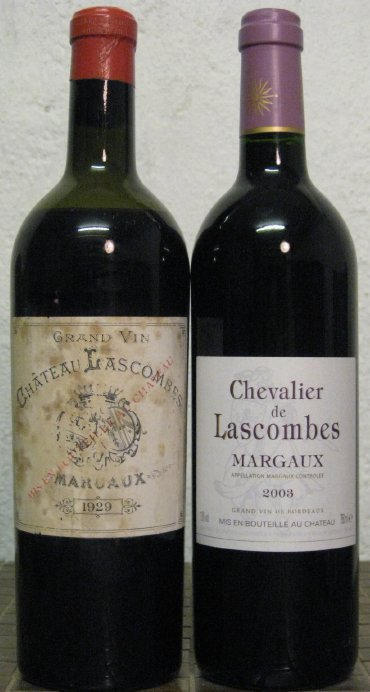
メドック格付け2級のシャトー・ラスコンブ（左）と、そのセカンドラベルであるシュバリエ・ド・ラスコンブ（右）

セカンドラベルないしはセカンドワインとは、生産者にとっての最上級品であるファーストラベルないしはグラン・ヴァンの基準に適合しなかったブドウやワインを用い、名前とラベルを変えて売り出されたワインである。フランスのボルドー地方においては一般的に作られており、その他の国や地域でも見られる。樹齢が若いブドウや天候不順などの理由で選果されたブドウで作られたり、醸造・熟成時に選別されたワインを用いるほか、ファーストラベルとは畑の区画が異なる場合もある。シャトーによってはさらに下のサードラベルのワインを生産・販売することもある。
セカンドラベルのワインは、品質はファーストラベルよりも劣るものの、価格が安いこと、長期の熟成期間を要しないこと、といったメリットがある。
初めてセカンドラベルは、1930年にシャトー・ムートン・ロートシルトで造られたとされている。

## 主なセカンドラベルワイン
1855年の格付けにおいて、メドック格付け1級とされているシャトーと、そのシャトーで造られるセカンドワイン・サードワインは以下のとおりである。
| ファーストラベル                   | セカンドラベル                                   | サードラベル                       |
| ---------------------------------- | ------------------------------------------------ | ---------------------------------- |
| シャトー・ラトゥール               | レ・フォル・ド・ラトゥール                       | ポイヤック・ド・ラトゥール         |
| シャトー・オー・ブリオン           | ル・クラレンス・ド・オーブリオン                 | クラレンドル・ルージュ             |
| シャトー・マルゴー                 | パヴィヨン・ルージュ・ドゥ・シャトーマルゴー     | マルゴー・デュ・シャトー・マルゴー |
| シャトー・ラフィット・ロートシルト | カリュアド・ド・ラフィット                       |                                    |
| シャトー・ムートン・ロートシルト   | ル・プティ・ムートン・ド・ムートン・ロートシルト |                                    |